# Islandia en los Juegos Olímpicos de Los Ángeles 1984
Islandia estuvo representada en los Juegos Olímpicos de Los Ángeles 1984 por un total de 30 deportistas que compitieron en 5 deportes.  
El portador de la bandera en la ceremonia de apertura fue el atleta Einar Vilhjálmsson.

## Medallistas
El equipo olímpico islandés obtuvo las siguientes medallas:
| Nombre             | Deporte | Competición |
| ------------------ | ------- | ----------- |
| Oro                |         |             |
| —                  |         |             |
| Plata              |         |             |
| —                  |         |             |
| Bronce             |         |             |
| Bjarni Friðriksson | Judo    | –95 kg M    |